# ACOG
ACOG (абревіатура від Advanced Combat Optical Gunsight) — серія оптичних прицілів виробництва компанії Trijicon. Від початку ACOG був призначений для використання зі стрілецькою зброєю, такою як гвинтівка М16 та карабін М4, але поступово компанія Trijicon створила подібні оптичні приціли і для інших серій вогнепальної зброї. Різні модифікації ACOG забезпечують кратність від 1.5х до 6х. Прицільна сітка ACOG забезпечена радіолюмінісцентною підсвіткою на основі тритію, що дозволяє вести вогонь в умовах низької освітленості. Також існують модифікації з оптиковолоконними світловими трубками, що дозволяє отримувати додаткову підсвітку прицільної сітки навіть у денний час.

## Установка

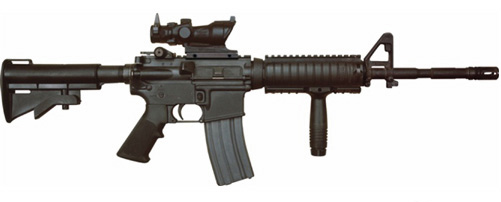
Карабін М4 обладнаний прицілом ACOG

Конструкція ACOG дозволяє йому бути змонтованим на різні типи вогнепальної зброї у багатьох конфігураціях. На відміну від аналогів та інших оптичних прицілів ACOG монтується на будь-який модуль збройної системи, що обладнаний напрямною рейкового типу «Пікатіні». У разі відсутності такої рейки приціл можна встановити на незнімну ручку переносу (штурмових гвинтівок М16А1/А2 і карабінів, виконаних на їх основі), яка має спеціальний паз у верхній частині вздовж прицільної лінії перед механічним діоптричним ціликом.

## Прицільна сітка

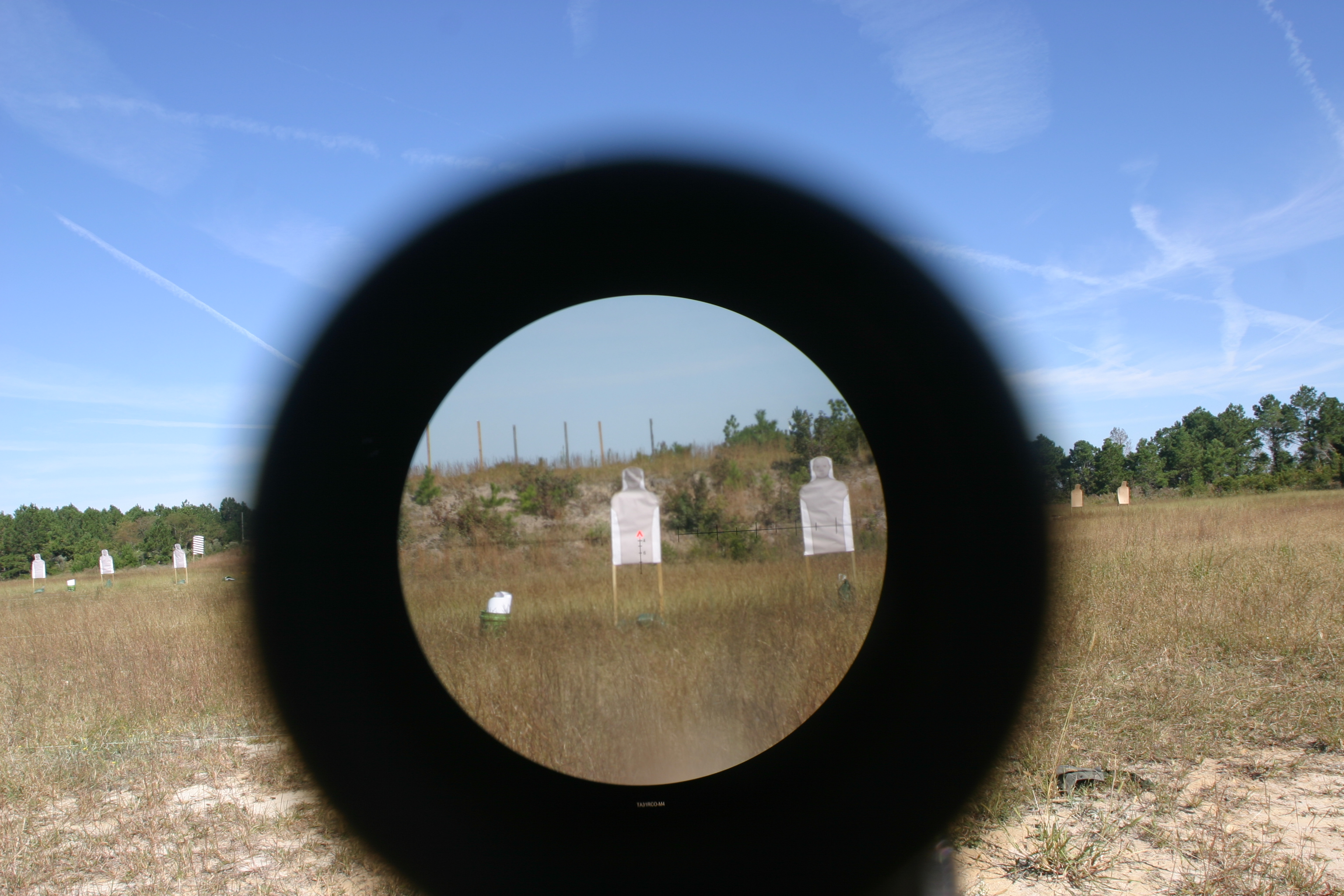
Прицільна марка ACOG

Прицільна сітка модифікації ТА01 NSN типу «перехрестя» розрахована на дальність ведення вогню на дистанції до 800 м і відкалібрована по міткам дистанцій у відповідності з балістикою кулі масою в 62 гран патрона SS109 (5,56x45 мм НАТО), що випускається з карабіну М4 (М4А1) зі стволом довжиною у 14,5 дюйма (368,3 мм). Довжина горизонтальних ліній сітки для різних дистанцій відповідає ширині силуету у 19 дюймів (48,2 см) на такій відстані. В умовах доброї освітленості прицільна марка не підсвічується (режим «День»), а при низькій освітленості може бути використана оптоволоконна або тритієва підсвітка.